# Арака (осетинский напиток)
Арака́ (осет. Арахъ, Арахъхъ) — алкогольный напиток, изготовленный из зёрен кукурузы, ячменя или других зерновых культур.
Средняя крепость напитка составляет 25º. Часто используется двойная перегонка араки. Вместе с убыванием количества продукта, возрастает качество. Крепость при этом увеличивается примерно в два раза.
Часто выдерживается под землей.
Обычно напиток имеет терпкий копчёный запах и светло-жёлтый прозрачный цвет. 
В холодное время года практикуется употребление предварительно подогретой араки.